# Indiaan in de stad
Indiaan in de stad is het derde album van de Nederlandse band Allez Mama.
De band beschrijft dit album zelf als conceptalbum. Het album zou een reis beschrijven door de Verenigde Staten, beginnend én eindigend bij de indianen, de originele bewoners van de VS. Het album begint en eindigt dan ook met nummers die geïnspireerd zijn op traditionele chants van de indianen. Tijdens de reis wordt de luisteraar meegenomen door muziek uit de steden (met nummers als Cisco Kid en Bourbonstraat) en het platteland van Louisiana (Tout Le Soir).
Van dit album werd de single Zegt Ze Ja Of Zegt Ze Nee (Doetsenut) genomen. Voor dat nummer werd een videoclip geproduceerd door Huub Kop.

## Musici
- Lenny Laroux: accordeon, trekzak, zang
- M. "Baaf" Stavenuiter: drums
- Dikki van der Woerdt: gitaar
- Arnoud Faber: bas

## Composities
1. Indiaan in de stad (03:58)
2. Echt wel echt niet (03:14)
3. Tout le soir (03:50)
4. Fax: 030 - 412 33 98 (03:26)
5. Valse start (03:39)
6. Cisco kid (04:53)
7. Doetsenut (03:37)
8. Waar jij van droomt (03:17)
9. Boerbonstraat (03:02)
10. Richard's club (02:17)
11. Schepen die passeren in de nacht (04:07)
12. Kom op we gaan naar bed (03:04)
13. Je bent te gek (03:45)
14. Dat is m'n hond niet (03:19)
15. Chant (03:09)